# Hermanowo (Gardeja)
Hermanowo (niem. Herminendorf) – nieoficjalny przysiółek wsi Gardeja w Polsce położony w województwie pomorskim, w powiecie kwidzyńskim, w gminie Gardeja.
Miejscowość została w 1920 podzielona granicą polsko-niemiecką, główna część należała do Prus Wschodnich, mniejsza do Polski.
W latach 1975–1998 miejscowość administracyjnie należała do województwa elbląskiego.
Inne miejscowości o tej nazwie: Hermanowo